# Buzura edwardsi
Buzura edwardsi là một loài bướm đêm trong họ Geometridae.